# Spring Cup 1987
Der Spring Cup 1987 war ein Dartsturnier, das bis zum 5. April 1987 im dänischen Hvidovre ausgetragen wurde.

## Wettbewerbe

### Herreneinzel
|  | Finale |                 |  |
|  |        |                 |  |
|  |        |                 |  |
|  |        | Frans De Vooght |  |
|  |        | Bob Renard      |  |

### Herrenteam
| Pl. | Nation      | Einzel | Doppel | Pkt. |
| --- | ----------- | ------ | ------ | ---- |
| 1.  | Belgien     | 143    | 162    | 305  |
| 2.  | Niederlande | 139    | 130    | 269  |
| 3.  | Dänemark    | 132    | 132    | 264  |
| 4.  | Frankreich  | 70     | 74     | 144  |
| 5.  | Schweiz     | 76     | 62     | 138  |

### Dameneinzel
|  | Finale |                   |  |
|  |        |                   |  |
|  |        |                   |  |
|  |        | Mia Mevissen      |  |
|  |        | Rebecca Donnellan |  |

### Damenteam
| Pl. | Nation      | Einzel | Doppel | Pkt. |
| --- | ----------- | ------ | ------ | ---- |
| 1.  | Niederlande | 65     | 72     | 137  |
| 2.  | Dänemark    | 45     | 42     | 87   |
| 3.  | Belgien     | 42     | 42     | 84   |
| 4.  | Frankreich  | 26     | 30     | 56   |
| 5.  | Schweiz     | 14     | 10     | 24   |